# Orocué
Orocué là một khu tự quản thuộc tỉnh Casanare, Colombia. Thủ phủ của khu tự quản Orocué đóng tại Orocué Khu tự quản Orocué có diện tích 4789 ki lô mét vuông. Đến thời điểm ngày 28 tháng 5 năm 2005, khu tự quản Orocué có dân số 4784 người.